# Noli
Noli je italská obec v provincii Savona ležící na pobřeží Ligurského moře 50 km jihozápadně od Janova. Sousedními obcemi jsou Finale Ligure, Spotorno a Vezzi Portio. Noli má 2797 obyvatel.

## Historie
Město založili Byzantinci a dali mu název Neapolis (Nové město), což se později zkrátilo na Naboli a nakonec Noli. Od 11. století ho ovládali Carrettové, za účast v první křížové výpravě získalo četná privilegia a od roku 1192 bylo jakožto Nolinská republika nezávislé. Bylo jednou z námořních republik, významnou zejména ve 13. století. V roce 1797 je Napoleon Bonaparte připojil k Ligurské republice. Poté Noli patřilo Sardinskému království a od roku 1861 je součástí sjednocené Itálie. Od roku 1239 tvořilo Noli samostatnou diecézi, která byla roku 1820 spojena do Diecéze Savona-Noli.

## Popis
Noli je přirozený přístav a leží na pobřežní silnici Strada statale 1 Via Aurelia a v blízkosti Autostrada dei fiori (A 10 / E 80), z vnitrozemí je však přístupné jen jednou úzkou strží. Hlavními zdroji obživy obyvatel jsou rybolov, pěstování oliv a vinné révy a v moderní době turistika. Noli patří k Italské riviéře, písečné pláže oceněné modrou vlajkou a chráněná poloha v zálivu lákají ke koupání.

## Pamětihodnosti
Město rovněž nabízí spojení klidného venkovského života s množstvím zachovaných architektonických památek.
- Zachovalé středověké jádro s radnicí, se sítí uliček a třemi městskými branami včetně věže Torre della Marina,
- zřícenina středověkého hradu na kopci Monte Ursino,
- románský kostel sv. Paragoria z 11. století s kryptou a renesančními freskami
- barokní konkatedrála sv. Petra..

Partnerským městem je Langenargen v Německu. Místní rodák Antonio da Noli byl v 15. století mořeplavcem a guvernérem Kapverd. Patronem obce je svatý Eugenio di Cartagine.

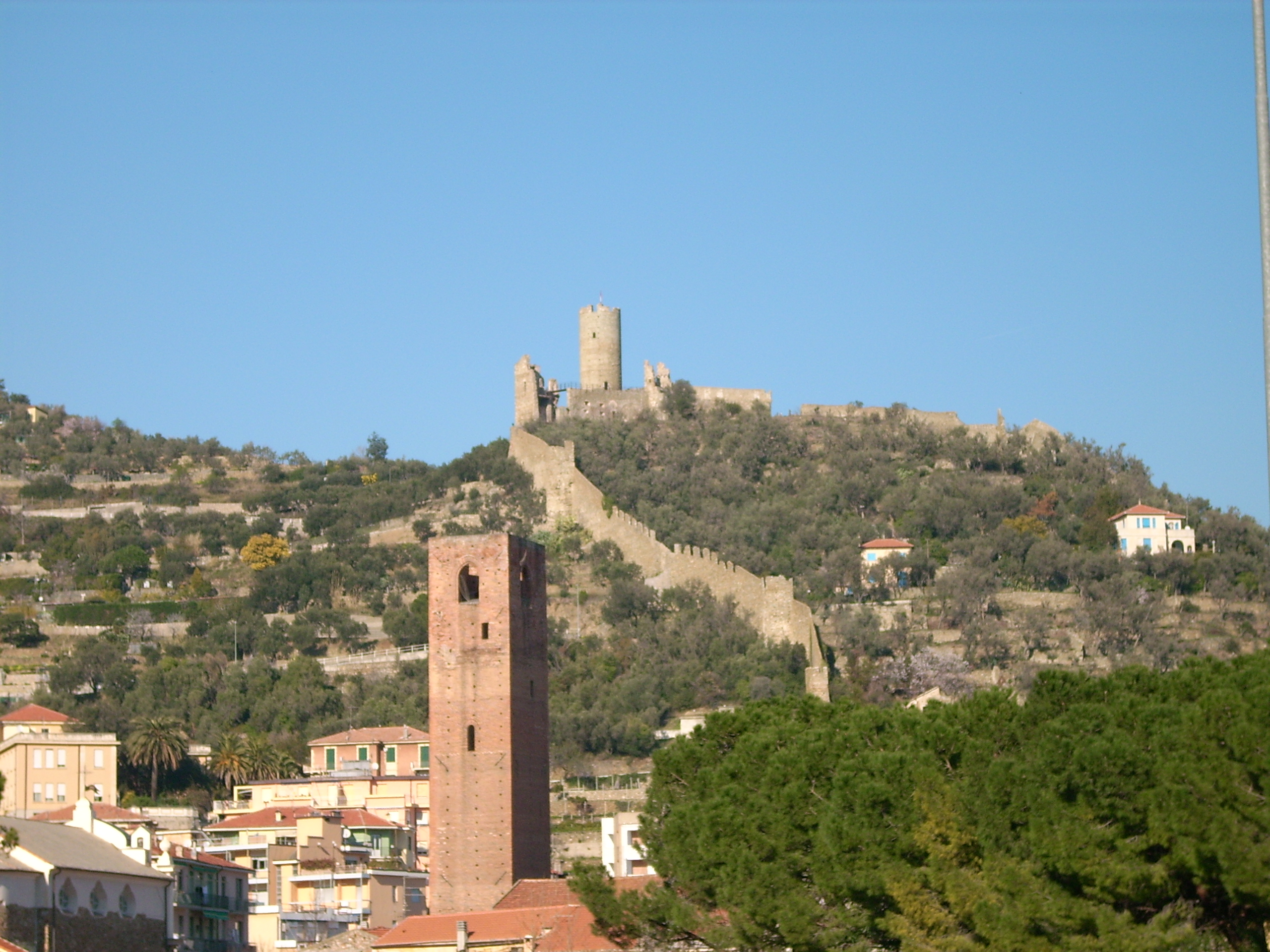
Hrad v Noli
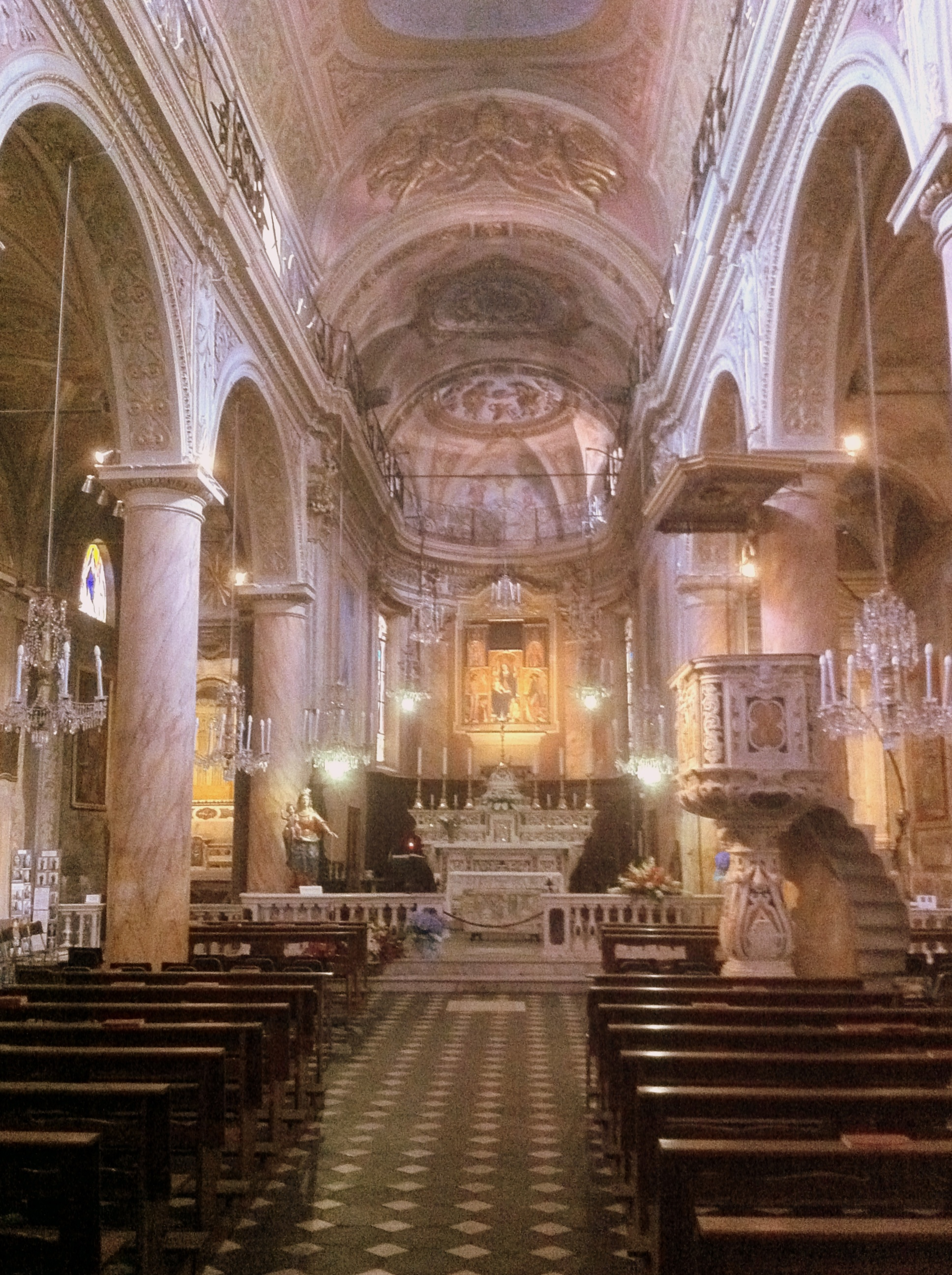
Katedrála, vnitřek
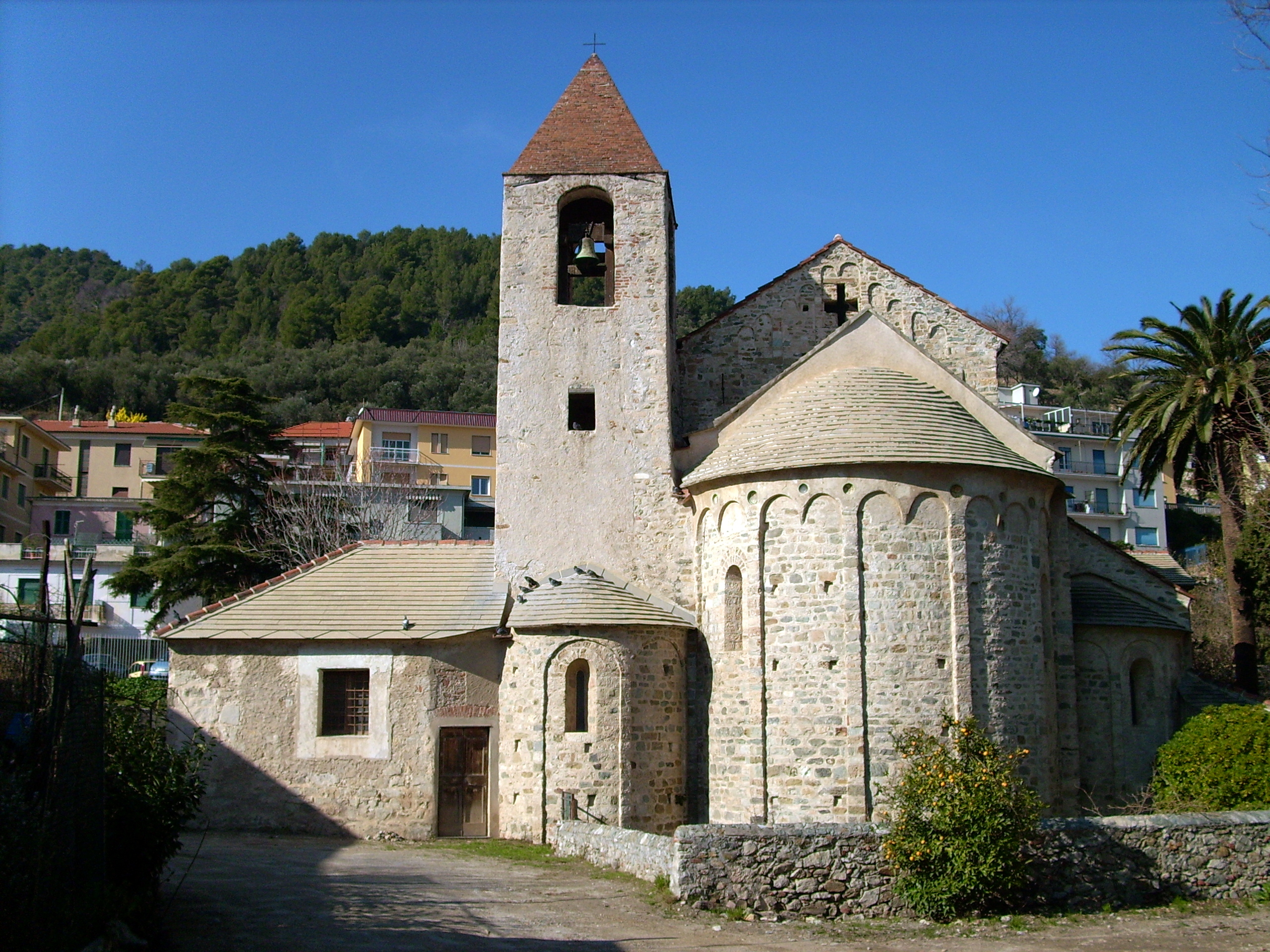
Kostel sv. Paragoria
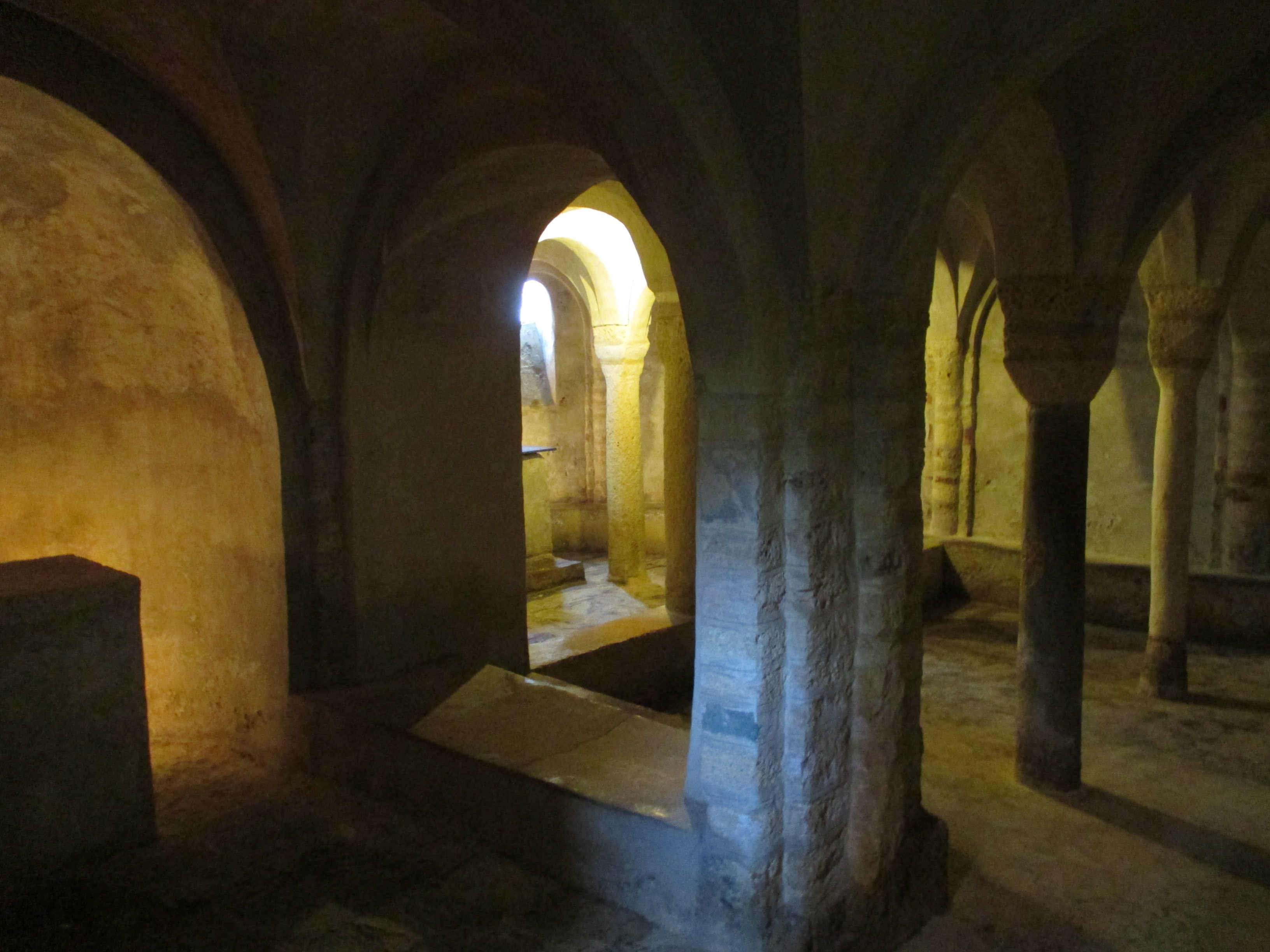
Kostel sv. Paragoria, krypta